# Kościół św. Marcina Biskupa w Starej Wiśniewce
Kościół świętego Marcina Biskupa w Starej Wiśniewce – rzymskokatolicki kościół parafialny należący do parafii pod tym samym wezwaniem (dekanat Złotów I diecezji bydgoskiej).
Świątynia powstała w 1647 roku. Została wzniesiona z fundacji Zygmunta Grudzińskiego. Silnie została uszkodzona w czasie „potopu szwedzkiego”. Przebudowana została w 1762 roku, dzięki staraniom Aleksandra Działyńskiego – dobudowano wieżę. Następna przebudowa została wykonana w latach 1906 – 18. Budowla była odnawiana w latach 50 (dobudowano zakrystię) i 60 XX w. Niedawno odkryte zostały pod tynkami malowidła z XVIII wieku.
Świątynia jest drewniana, jednonawowa, wzniesiona została w konstrukcji sumikowo – łątkowej. Budowla jest orientowana. Jej prezbiterium jest mniejsze w stosunku do nawy, zamknięte prostokątnie, z boku umieszczona jest zakrystia. Fasadę frontową poprzedza przedsionek. Wieża świątyni jest kwadratowa, wzniesiona została w konstrukcji słupowej i osadzona jest na nawie. Zwieńcza ją barokowy drewniany dach hełmowy. Dach kościoła jest jednokalenicowy, pokryty gontem. Wnętrze nakryte jest stropami płaskimi, w prezbiterium z odcinkami skośnymi. Chór muzyczny jest podparty dwoma filarami i posiada prostą linię parapetu. Podłoga została wykonana z drewna. W świątyni została odsłonięta niedawno polichromia z 1765 roku. Na stropie jest umieszczone przedstawienie Adama i Ewy i aniołów z kotarą i koroną. Ściany są ozdobione kolumnami i wizerunkami świętych. Ołtarz główny w stylu manierystycznym pochodzi z XVII wieku. Styl późnobarokowy reprezentują: dwa ołtarze boczne, dwa konfesjonały i ambona z połowy XVIII wieku. Chrzcielnica powstała w stylu renesansowym. Witraże o tematyce milenijnej pochodzą z 1966 roku, natomiast jeden w prezbiterium został wykonany w 1935 roku.